# Rocky Mattioli
Rocky Mattioli (* 20. September 1953 in Ripa Teatina) ist ein ehemaliger australischer Profiboxer italienischer Herkunft und ehemaliger Weltmeister der WBC im Halbmittelgewicht.

## Karriere
Rocky Mattioli kam im Alter von vier Jahren nach Australien und wuchs in Morwell auf. Er bestritt 30 Amateurkämpfe und gewann 1969 die Leichtgewichtsmeisterschaft von Victoria. Im Alter von 17 Jahren wechselte er zu den Profis und wurde im Laufe seiner Karriere unter anderem von Arnold Rossi, Ambrose Palmer, Gilberto Biondi und Oscar Minari trainiert.
Von 1970 bis zu seiner WM-Chance 1977 bestritt er 53 Kämpfe, darunter 47 Siege, 2 Unentschieden und nur 4 Niederlagen. Er schlug dabei eine Reihe bedeutender Gegner, wie etwa im August 1974 Eddie Perkins einstimmig nach Punkten, oder im April 1975 Billy Backus durch Knockout. Einen weiteren vorzeitigen Sieg errang er im Oktober 1975 gegen Jørgen Hansen, ehe er im April 1976 ein Unentschieden gegen Bruno Arcari erstritt. Weitere Gegner dieser Zeit waren unter anderem die beiden WM-Herausforderer Mimoun Mohatar und Harold Weston.
Im August 1977 gewann er in Berlin den WBC-Titel durch einen K.-o.-Sieg in der fünften Runde gegen Eckhard Dagge und verteidigte ihn 1978 jeweils durch K. o. gegen Elisha Obed und José Durán. Im März 1979 verlor er den Titel durch t.K.o.-Niederlage an Maurice Hope. Er erkämpfte sich zwar eine erneute WM-Chance gegen Hope im Juli 1980, unterlag seinem Kontrahenten jedoch erneut vorzeitig. Er beendete seine Karriere 1982.
2004 fand er Aufnahme in die Australian National Boxing Hall of Fame und 2012 in die WBC Hall of Fame.